# Ceratocanthus aureolus
Ceratocanthus aureolus är en skalbaggsart som beskrevs av Edgar von Harold 1874. Ceratocanthus aureolus ingår i släktet Ceratocanthus och familjen Hybosoridae. Inga underarter finns listade i Catalogue of Life.